# MV Argo Merchant
El MV Argo Merchant fue un petrolero con bandera liberiana construido por Howaldtswerke en Hamburgo, Alemania, en 1953, conocido por encallar y hundirse posteriormente al sureste de la isla de Nantucket, Massachusetts, lo que provocó uno de los mayores derrames de petróleo marinos de la historia. A lo largo de su turbulento pasado, el buque estuvo involucrado en más de una docena de incidentes marítimos importantes, incluidos otros dos encallamientos; uno en Indonesia mientras se llamaba Permina Samudra III, y otro en Sicilia mientras se llamaba Vari; y una colisión en Japón.
Debido a su accidentada carrera y su hundimiento, el Argo Merchant fue incluido en la categoría de "peor barco" en la publicación de 1979, "El libro de los fracasos heroicos".

## Hundimiento

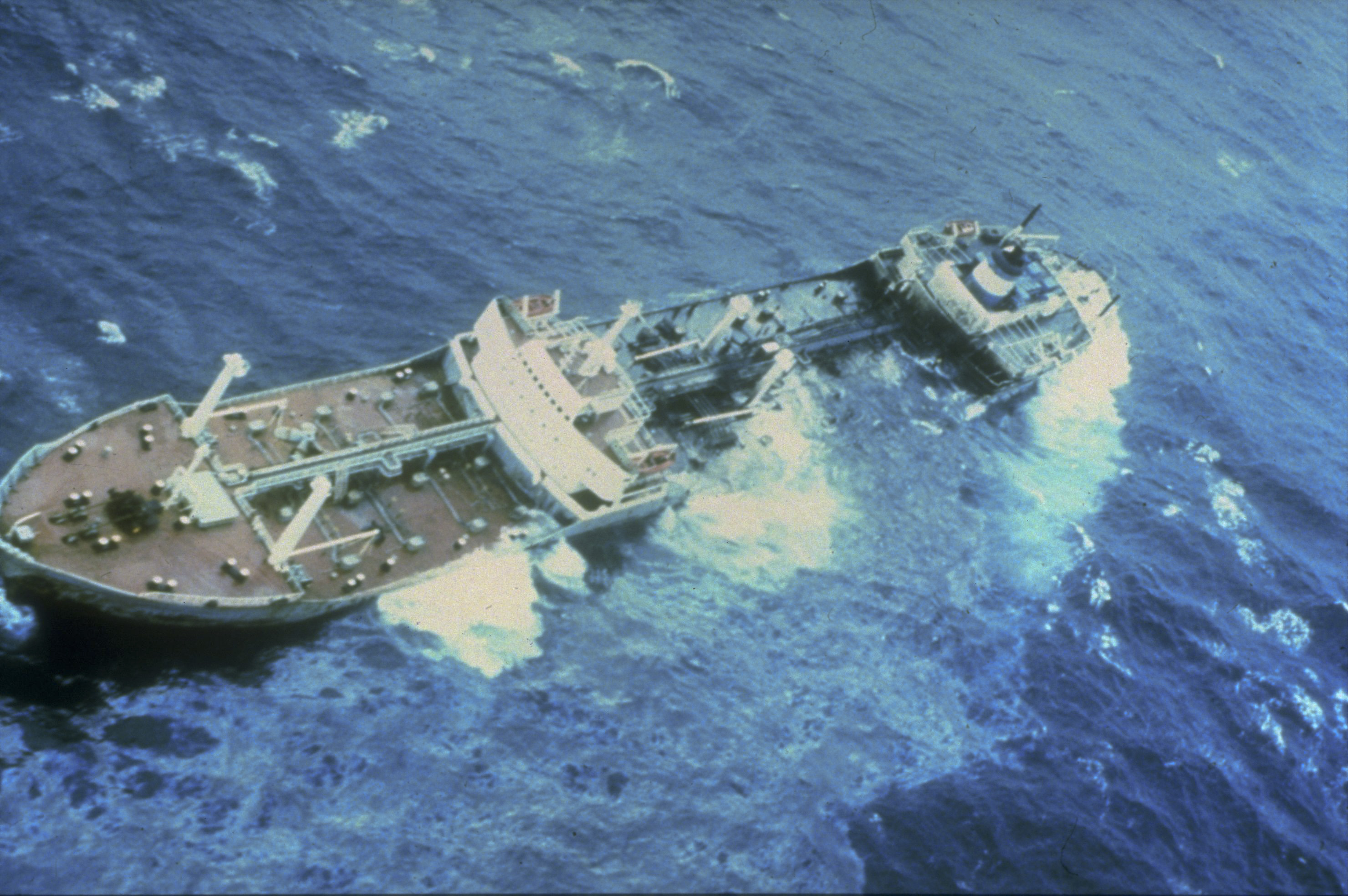
El Argo Merchant hundiéndose

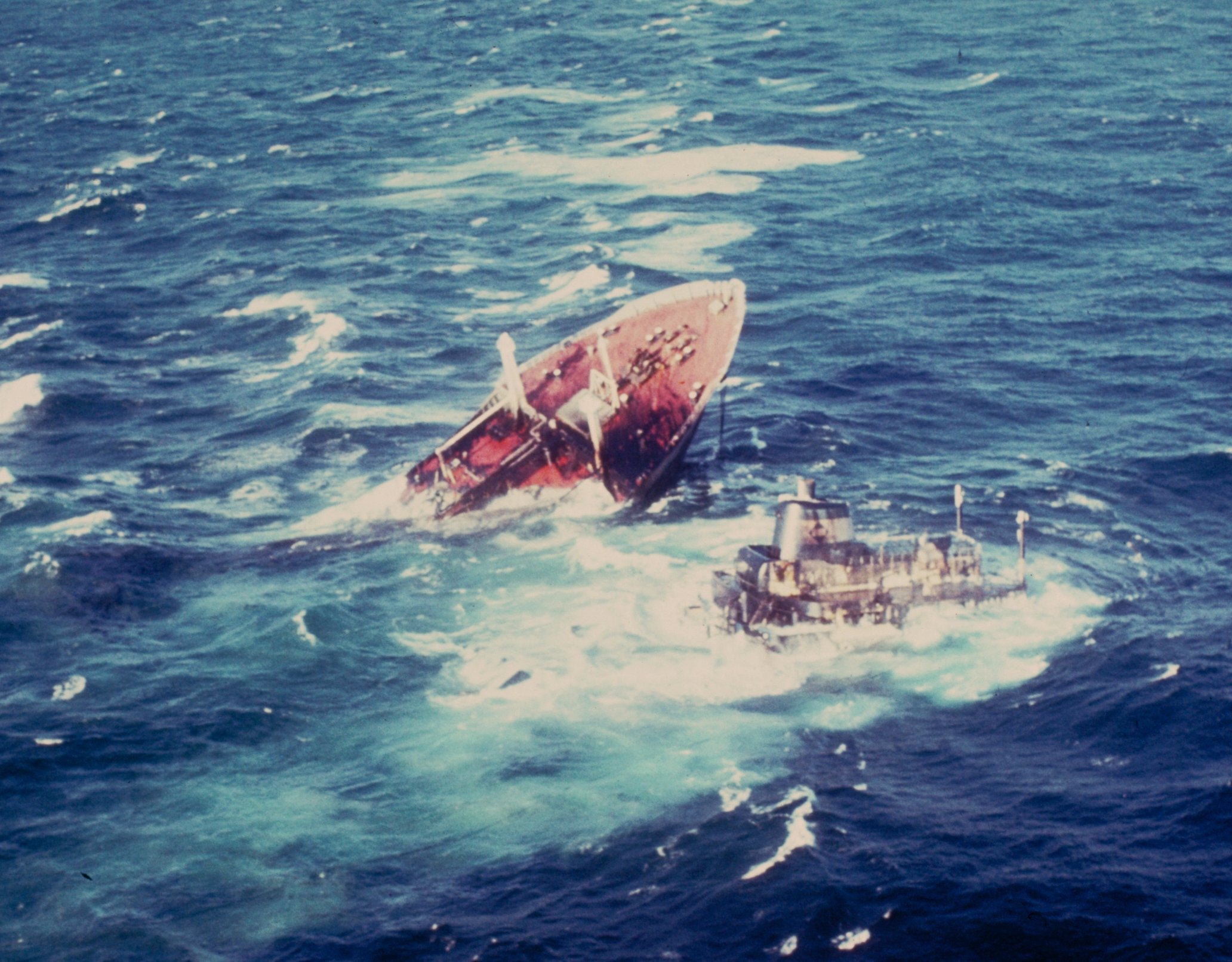
El Argo Merchant se partió en dos el 21 de diciembre de 1976.

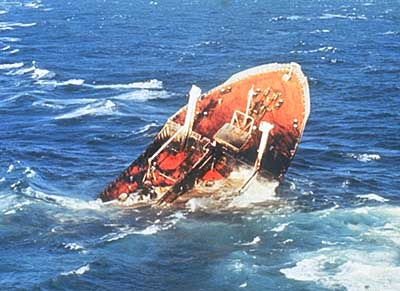
Proa del Argo Merchant mientras se hunde

En diciembre de 1976, el Argo Merchant cargó 7.700.000 galones estadounidenses (29.000.000 L) de fueloil n.º 6 en Puerto La Cruz, Venezuela, y navegó hacia Boston bajo el mando del capitán Georgios Papadopoulos. Más tarde se estableció que el barco llevaba dos tripulantes no calificados como timoneles, un girocompás roto, cartas inadecuadas y un radiogoniómetro inexacto . A las 6 p. m. del 15 de diciembre, con fuertes vientos y mares de 3 m (9,8 pies), el petrolero encalló en Middle Rip Shoal a unas 29 millas náuticas (54 km; 33 mi) al sureste de Nantucket y a más de 24 millas náuticas (44 km; 28 mi) de su curso previsto.
Los treinta y ocho miembros de la tripulación fueron evacuados, pero las aguas poco profundas y las condiciones climáticas hicieron imposible descargar el petróleo o rescatar el barco. El 21 de diciembre de 1976, el Argo Merchant se partió y vació todo su cargamento de fueloil, suficiente para calentar 18.000 hogares durante un año. Los vientos del noroeste arrastraron la mancha de petróleo de 60 por 100 millas náuticas (110 por 190 km; 69 por 115 millas) hacia la costa, y las pesquerías y playas costeras se salvaron de lo peor.